# Theodor Erhard

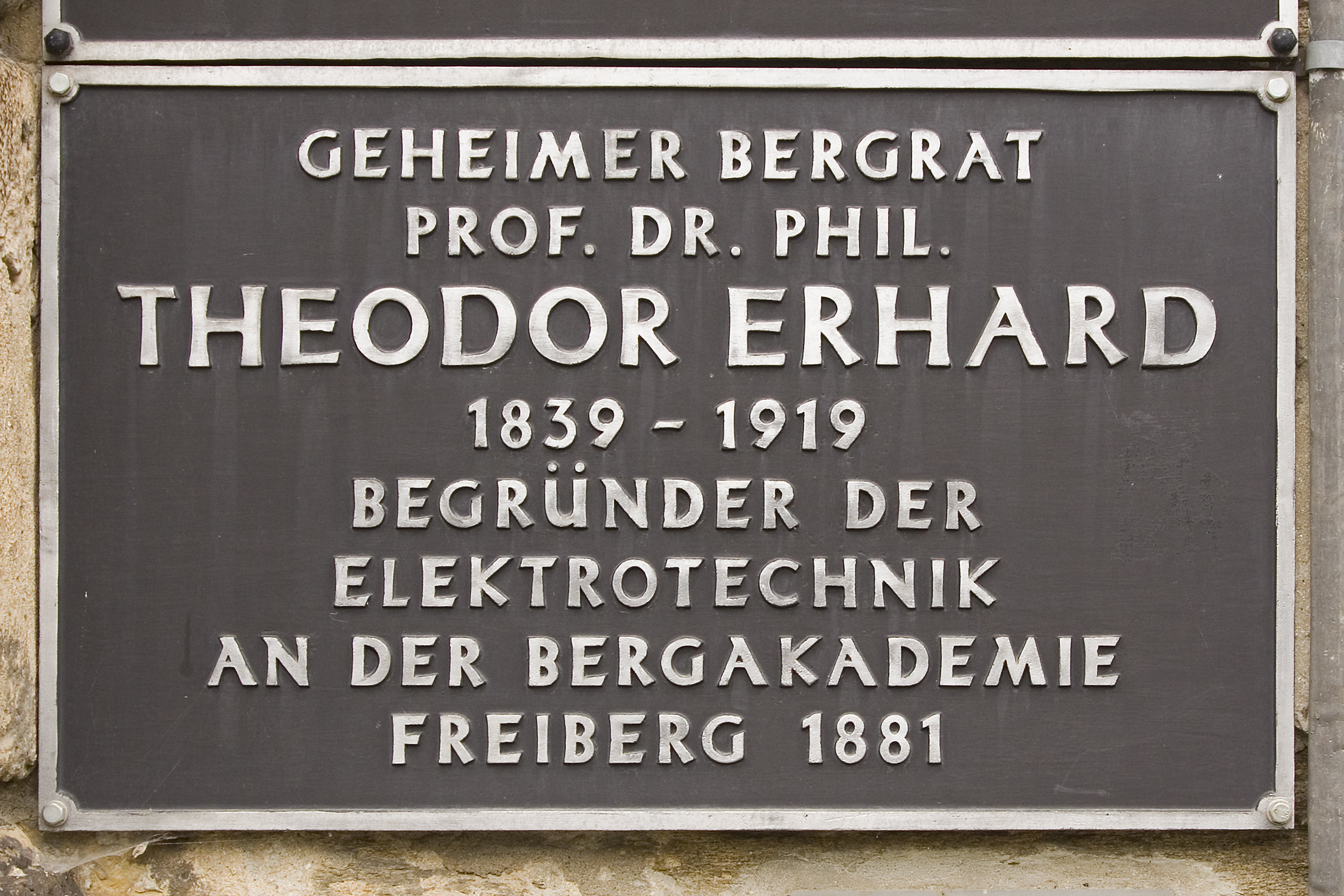
Gedenktafel in Freiberg, Lessingstr. 45

Theodor Erhard (vollständiger Name: Christian Hugo Theodor Erhard; * 28. Oktober 1839 in Dresden; † 6. April 1919 in Freiberg) war ein deutscher Elektrophysiker.

## Leben
Von 1858 bis 1863 studierte er an der Bergakademie Freiberg. 1860 wurde er dort Mitglied des Corps Saxo-Borussia. Das Studium schloss er mit dem Staatsexamen als Hütten- und Bergmaschineningenieur ab. Anschließend arbeitete er in verschiedenen Hüttenwerken in Muldenhütten und Halsbrücke. 1867 wurde er Leiter der Muldener Arsenikhütte und Tonwarenfabrik. Ab September 1867 gab er an der Bergakademie Freiberg Vorlesungen über Physik, 1868 bekam er dort eine feste Anstellung als Professor für Physik, Mathematik und darstellende Geometrie. Im Jahr 1874 promovierte Theodor Erhard an der Universität Leipzig. 1881 besuchte er die Internationale Elektrizitätsausstellung in Paris, und unmittelbar danach, im Wintersemester 1881/82, hielt er in Freiberg seine erste Vorlesung zur Elektrotechnik. In den Folgejahren verfasste er mehrere Bücher zu diesem Fachgebiet.
Von 1907 bis 1909 wirkte er als Rektor der Bergakademie. 1912 trat er in den Ruhestand. 
Am 15. Juni 1993 wurde ihm zu Ehren am Freiberger Institut für Elektrotechnik eine Gedenktafel angebracht.

## Auszeichnungen
Neben weiteren hohen Auszeichnungen erhielt Theodor Erhard 1903 das Ritterkreuz 1. Klasse des Albrechts-Ordens mit der Krone.

## Veröffentlichungen
- Wie bildet man sich zum Bergingenieur und Hütteningenieur aus?, Leipzig, 1887.
- Einführung in die Elektrotechnik, Leipzig, 1897 (2. Aufl. 1903).
- Der elektrische Betrieb im Bergbau, Halle/Saale, 1902.